# 瓦戈迪亚
瓦戈迪亚（Vaghodia INA），是印度古吉拉特邦Vadodara县的一个城镇。总人口961（2001年）。

## 人口
该地2001年总人口961人，其中男性644人，女性317人；0—6岁人口94人，其中男48人，女46人；识字率67.74%，其中男性为79.50%，女性为43.85%。